# Hermann Arendholz
Hermann Arendholz (* 21. April 1929 in Költschen) war ein deutscher Politiker und Funktionär der DDR-Blockpartei DBD. 

## Leben
Hermann Arendholz war seit 1951 staatlich geprüfter Landwirt. 1952 wurde er in den Kreistag von Güstrow gewählt. Bis 1961 war er gleichzeitig stellvertretender Vorsitzender des Rates des Kreises Güstrow. Er war Vorsitzender der LPG „Rotes Banner“ in Sabel-Kankel.
Von 1963 bis 1967 war er Mitglied der Volkskammer der DDR. 

## Ehrungen (Auswahl)
- Verdienstmedaille der DDR